# Maurice Harkless
Maurice José Harkless (nascido em 11 de Maio de 1993) é um basquetebolista profissional americano/porto-riquenho, que joga atualmente pelo Sacramento Kings na National Basketball Association (NBA). Ele jogou basquete universitário pelo St. John's Red Storm antes de ser escolhido como a 15ª escolha do Draft da NBA de 2012. Internacionalmente, Harkless representa e joga para a seleção nacional de Porto Rico.

## Carreira no ensino médio

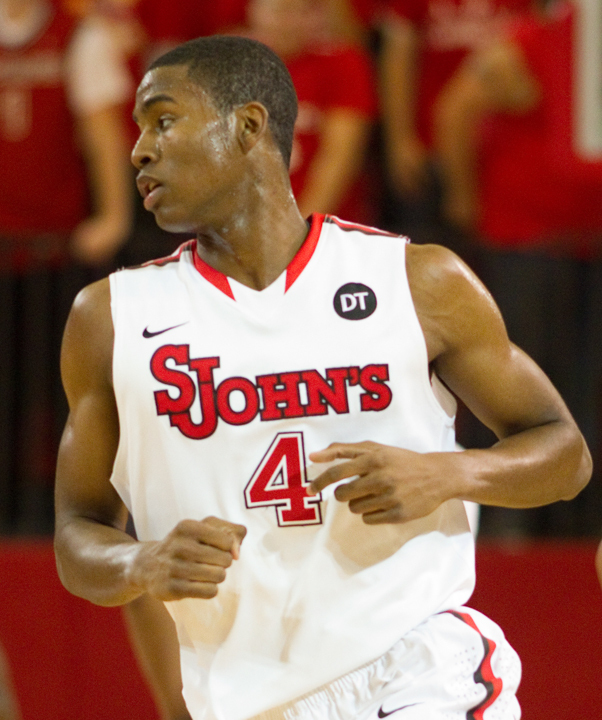
Harkless jogando pelo St. John's Red Storm.

Harkless nasceu e foi criado na cidade de Nova Iorque. Ele cursou seu ensino médio na Forest Hills High School, no Queens, antes de ser transferido para a South Kent School, em Connecticut, antes de seu terceiro ano. Em suas duas temporadas em Forest Hills, Harkless ganhou as honras all-metro tanto do Daily News como do New York Post em 2008-09 e 2009-10, além de ser nomeado o Jogador do Ensino Médio do Queens do Ano do Daily News, após uma média de 16,5 pontos e 11,5 rebotes por jogo. Na South Kent, em 2010-11, ele teve uma média de 27,2 pontos, 13,6 rebotes e 4,2 assistências, 3,1 tocos e 1,6 roubos de bola por jogo. Ele foi nomeado como o MVP no Clássico Kobe Bryant de 2011, na Filadélfia.

## Carreira na universidade
Em sua primeira temporada (2011-12) na St. John, Harkless começou e jogou em todos os 32 jogos, tendo uma média de 15,5 pontos, 8,6 rebotes, 1,5 assistências, 1,59 roubos de bola e 1,41 tocos em 36,1 minutos por jogo. Ele liderou o Red Storm nas estatísticas de rebotes, arremessos bloqueados (tocos) e minutos jogados, e ficou em segundo em pontos marcados e roubos de bola. Ele ficou ranqueado em segundo lugar a nível nacional entre os calouros nas estatísticas de rebotes, e em sexto nas de pontos. Ele foi nomeado como o Estreante do Ano da Big East, e ganhou a Menção Honrosa Geral da Big East. Ele pontuou em dois dígitos 26 vezes, sendo que as pontuações maiores que 20 ocorreram 7 vezes, incluindo um recorde em sua carreira com 32 pontos contra o Providence, em 27 de dezembro. Ele também marcou 11 Duplo-Duplos.
Em Março de 2012, Harkless anunciou que entraria para o Draft da NBA, abrindo mão de seus últimos três anos de elegibilidade para a faculdade. 

## Carreira profissional

### Orlando Magic (2012-2015)
Em 28 de junho de 2012, Harkless foi selecionado como a 15ª escolha geral no Draft da NBA de 2012 pelo Philadelphia 76ers. Em 10 de agosto de 2012, ele foi negociado para o Orlando Magic em uma troca que envolveu 4 equipes e 12 jogadores, incluindo o envio de Dwight Howard ao Los Angeles Lakers e a vinda de Andrew Bynum para o 76ers. Harkless impressionou na sua primeira temporada da NBA, com uma média de 8,2 pontos por jogo e proporcionando uma boa defesa. Ele pontuou em dois dígitos 29 vezes, e teve uma pontuação maior que 20 quatro vezes, incluindo um recorde em sua carreira, com 28 pontos no dia 1 de abril, contra o Houston Rockets. Ele marcou um duplo-duplo durante a temporada, marcando 19 pontos e outro recorde em sua carreira, com 14 rebotes no dia 2 de fevereiro, contra o Milwaukee Bucks. Ele teve pelo menos um roubo de bola em 50 jogos, e dois ou mais roubos 22 vezes, incluindo 6, recorde em sua carreira, contra o Oklahoma City Thunder, no dia 15 de março. Ao final da temporada, Harkless ficou no top 11 entre todos os novatos da NBA em pontuação (11º), rebotes (9º), porcentagem de acertos (8º, com .461), roubos (2º), tocos (8º) e minutos jogados (T-7). Em 76 jogos (59 partidas), ele também teve uma média de 4,4 rebotes e 1,2 roubos de bola em 26,0 minutos por jogo.
Harkless começou sua segunda temporada, 2013-14, começando uma partida ao lado de Arron Afflalo e Jameer Nelson. No entanto, quando Victor Oladipo foi inserido na lista de jogadores a começar a partida, o treinador Jacque Vaughn optou por usar difernetes combinações de Nelson, Oladipo, Afflalo e Tobias Harris. Devido a isso, os minutos de Harkless diminuíram, de 26, em seu primeiro ano, para 21 por jogo durante o mês de janeiro de 2014. Ele passou a aumentar seus minutos jogados e seu rendimento em fevereiro, quando ele foi inserido de volta entre os que começariam a partida. Ele manteve-se na lista de jogadores a começar a partida durante o restante da temporada, e terminou com médias de 7,4 pontos, 3,3 rebotes, 1,0 assistências e 1.2 roubos de bola em 24,4 minutos por jogo. Ele melhorou seus arremessos de 3 pontos, aumentando sua precisão de 27.4 porcento, em seu primeiro ano, para 38,3 porcento em seu segundo. Durante a temporada, ele marcou um duplo-duplo, 12 pontos e um recorde próprio na temporada com 10 rebotes contra o San Antonio Spurs, em 8 de março. Ele teve pelo menos um roubo de bola 54 vezes, com dois ou mais roubos 31 vezes, incluindo seu recorde na temporada com 5, em 5 de março, contra o Houston.
Harkless atingiu seu pior ponto na temporada de 2014–15, com um tempo de jogo mínimo, e questionando seu futuro. Ele jogou o mínimo de jogos de sua carreira, com 45 jogos durante sua terceira temporada com o Orlando, apesar de ter boa saúde. Harkless foi preterido pelos também alas Tobias Harris e Aaron Gordon durante a temporada 2014–15, e teve uma média de apenas 15 minutos por jogo. No dia 18 de março, contra o Dallas Mavericks, Harkless começou para Harris e jogou 36 minutos. Ele marcou 18 pontos em 8 arremessos de 15 no total, incluindo dois de 3 pontos, pegou 6 rebotes e roubou 4 bolas. No próximo jogo, no entanto, contra o Portland Trail Blazers, Harkless errou 5 de seus 6 arremessos, e terminou com apenas 2 pontos em 28 minutos. Ele teve um impacto mínimo durante o resto da temporada.

### Portland Trail Blazers (2015–presente)
Em 14 de julho de 2015, Harkless foi negociado com o Portland Trail Blazers, em troca de uma escolha da segunda rodada do Draft da NBA de 2020. Ele fez sua estréia para o Trail Blazers na abertura da temporada, contra o New Orleans Pelicans no dia 28 de outubro, marcando 8 pontos e 4 rebotes em uma vitória de 112-94. Em 10 de fevereiro de 2016, ele marcou alguns de seus recordes na temporada, com 19 pontos e 13 rebotes em uma vitória de 116-103 sobre o Houston Rockets. No dia 5 de abril, ele marcou seu recorde na temporada, com 20 pontos e, seu recorde na carreira, 16 rebotes na vitória de 115-107 sobre o Sacramento Kings.
Durante o verão, Harkless era um agente livre restrito, mas era esperado que ele teria seu contrato renovado. No entanto, quando o Trail Blazers adquiriram Evan Turner, e renovaram com Allen Crabbe, pareceu que Harkless iria para outra equipe. No entanto, em 27 de julho de 2016, Harkless assinou um contrato de US$40 milhões, por 4 anos, para continuar com a equipe. Depois de experimentar várias formações durante a pré-temporada, o técnico Terry Stotts decidiu que Harkless começaria como ala, posição que ele manteria durante a maior parte da temporada. Depois de uma partida sem marcar nenhum ponto, e apenas um rebote, na noite de estreia contra o Utah Jazz, Harkless marcou 23 pontos e 8 rebotes na segunda partida da temporada, contra o Los Angeles Clippers, em 27 de outubro. Harkless empatou seu recorde da temporada, com 23 pontos, no dia 30 de novembro, em uma partida contra o Indiana Pacers. Harkless melhorou seus arremessos de 3 pontos durante a temporada 2016–17, aumentando sua média de 28 porcento para 35 porcento. Especulou-se que Harkless receberia um bônus de US$500.000,00 se ele tivesse uma precisão de 35 porcento ou melhor da linha de 3 pontos. Com .351, e 4 jogos restantes, Harkless não tentou outro arremesso de 3 pontos durante o resto da temporada, chegando a ficar um dos 4 jogos no banco, por razões não relacionadas.

## Estatísticas de carreira na NBA

### Temporada Regular
| Ano      | Equipe                 | PJ  | PI  | MPJ  | AP   | 3P   | LL   | RT  | AS  | BR  | TO | PPJ  |
| -------- | ---------------------- | --- | --- | ---- | ---- | ---- | ---- | --- | --- | --- | -- | ---- |
| 2012-13  | Orlando Magic          | 76  | 59  | 26,0 | ,461 | ,274 | ,570 | 4,4 | ,7  | 1,2 | ,8 | 8,2  |
| 2013-14  | Orlando Magic          | 80  | 41  | 24,4 | ,464 | ,383 | ,594 | 3,3 | 1,0 | 1,2 | ,6 | 7,4  |
| 2014-15  | Orlando Magic          | 45  | 4   | 15,0 | ,399 | ,179 | ,537 | 2,4 | ,6  | ,7  | ,2 | 3,5  |
| 2015-16  | Portland Trail Blazers | 78  | 14  | 18,7 | ,474 | ,279 | ,622 | 3,6 | ,9  | ,6  | ,4 | 6,4  |
| 2016-17  | Portland Trail Blazers | 77  | 69  | 28,9 | ,503 | ,351 | ,621 | 4,4 | 1,2 | 1,1 | ,9 | 10,0 |
| 2017-18  | Portland Trail Blazers | 59  | 37  | 21,4 | ,495 | ,415 | ,712 | 2,7 | ,9  | ,8  | ,7 | 6,5  |
| Carreira | Carreira               | 415 | 224 | 23,0 | ,474 | ,330 | ,607 | 3,6 | ,9  | 1,0 | ,6 | 7,3  |

### Playoffs
| Ano      | Equipe                 | PJ | PI | MPJ  | AP   | 3P   | LL   | RT  | AS  | BR  | TO  | PPJ  |
| -------- | ---------------------- | -- | -- | ---- | ---- | ---- | ---- | --- | --- | --- | --- | ---- |
| 2016     | Portland Trail Blazers | 11 | 11 | 24,7 | ,427 | ,341 | ,480 | 5,1 | ,6  | ,9  | ,3  | 11,0 |
| 2017     | Portland Trail Blazers | 4  | 4  | 24,8 | ,294 | ,167 | ,875 | 3,3 | ,8  | 1,3 | 1,3 | 7,3  |
| 2018     | Portland Trail Blazers | 2  | 1  | 26,5 | ,538 | ,333 | –    | 4,0 | 2,0 | ,0  | ,5  | 8,0  |
| Carreira | Carreira               | 17 | 16 | 24,9 | ,408 | ,306 | ,576 | 4,5 | ,8  | ,9  | ,5  | 9,8  |

## Carreira internacional
Em 29 de janeiro de 2014, Harkless declarou seu interesse em jogar para Seleção Porto-Riquenha de Basquetebol no Campeonato Mundial de Basquetebol Masculino de 2014 após uma série de reuniões com o treinador Paco Olmos. No entanto, ele acabou retirando seu nome da disputa em julho de 2014, para se preparar para a Temporada da NBA de 2014–15. Um ano mais tarde, Harkless estreou pela seleção.

## Vida pessoal
Harkless é o filho de Rosa Harkless. Ele tem uma irmã, Shakima Harkless, e um irmão, Tyler Rodgers. Enquanto seu pai é Afro-Americano, seu avô materno é Porto-Riquenho. Ele foi criado pela sua avó materna, Barbara Harkless.